# Stanisław Sapała
Stanisław Sapała (ur. 1922, zm. ?) – polski inżynier budownictwa i konstruktor.

## Życiorys
Studia ukończył na Wyższej Szkole Inżynierskiej w Szczecinie. W 1951 przeprowadził się do Poznania, gdzie znalazł zatrudnienie w Miastoprojekcie. Był autorem konstrukcji znaczących budynków w Poznaniu, m.in. hotelu Merkury, Centrum Handlowego Alfa, pawilonów wystawienniczych MTP, czy kościoła Imienia Maryi na Smochowicach zaprojektowanego przez Jerzego Liśniewicza. Współpracował przy projektowaniu osiedla Probudzianka w Krzyszkowie.

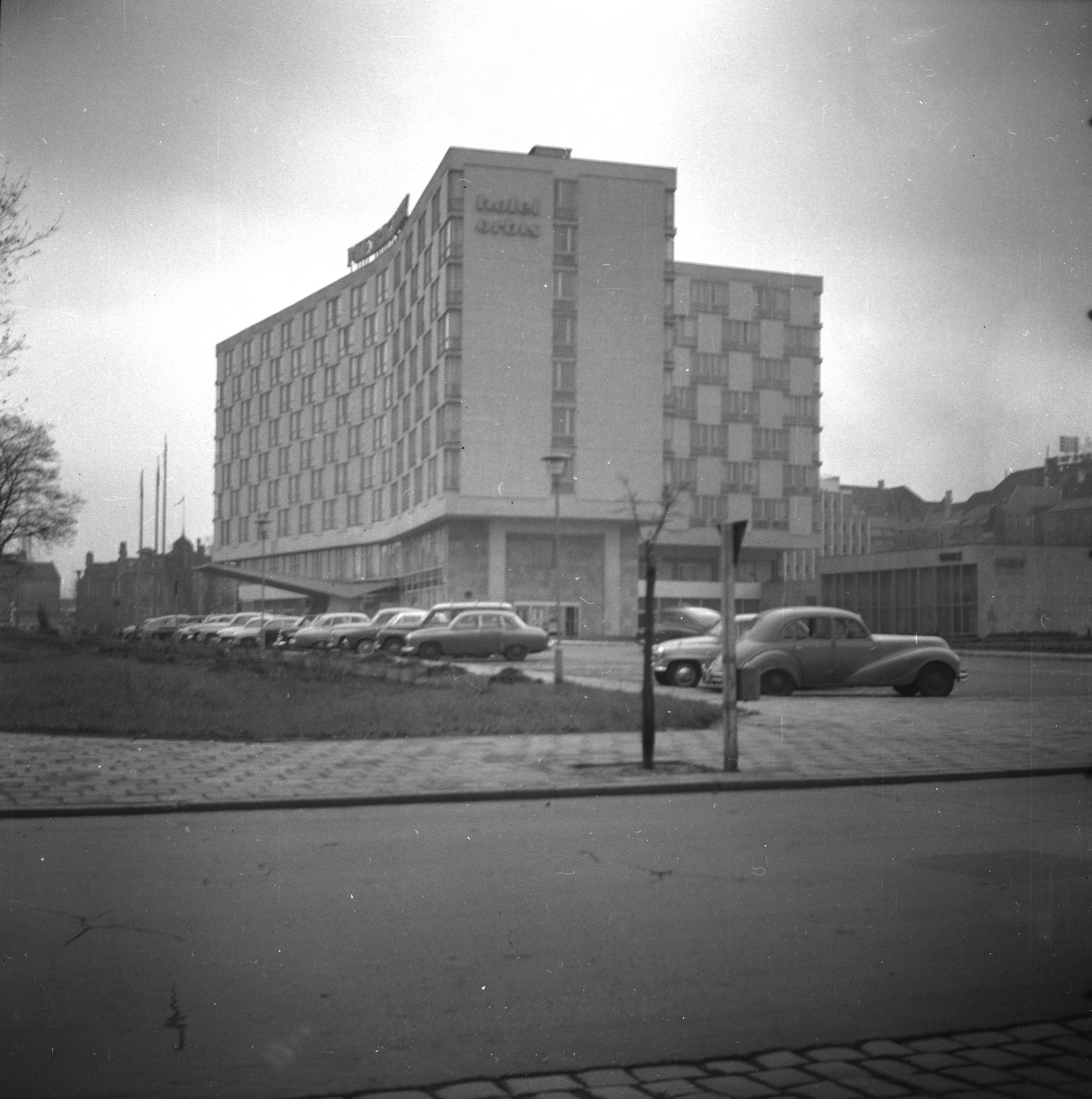
Hotel Merkury
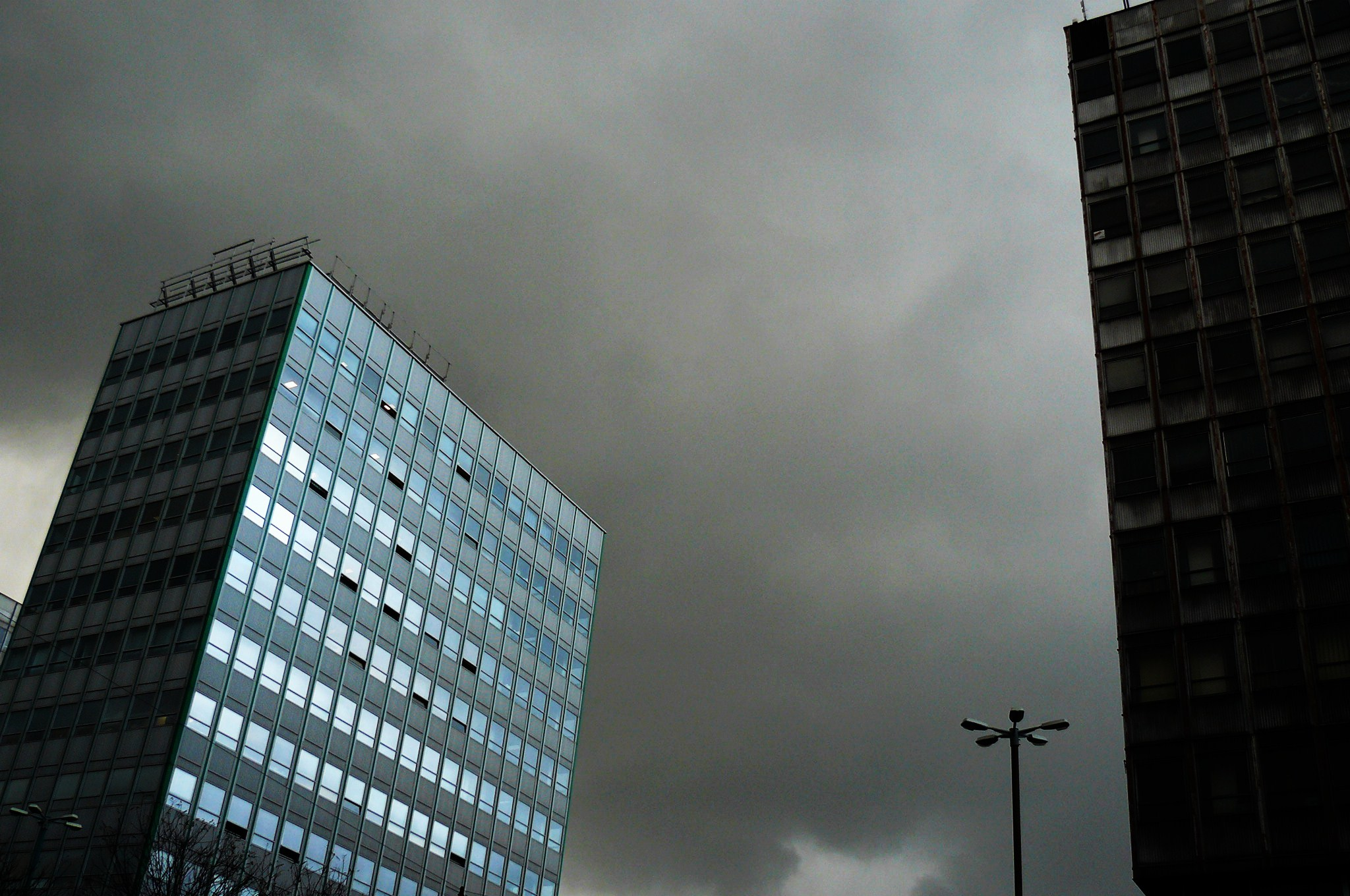
Domy Towarowe Alfa
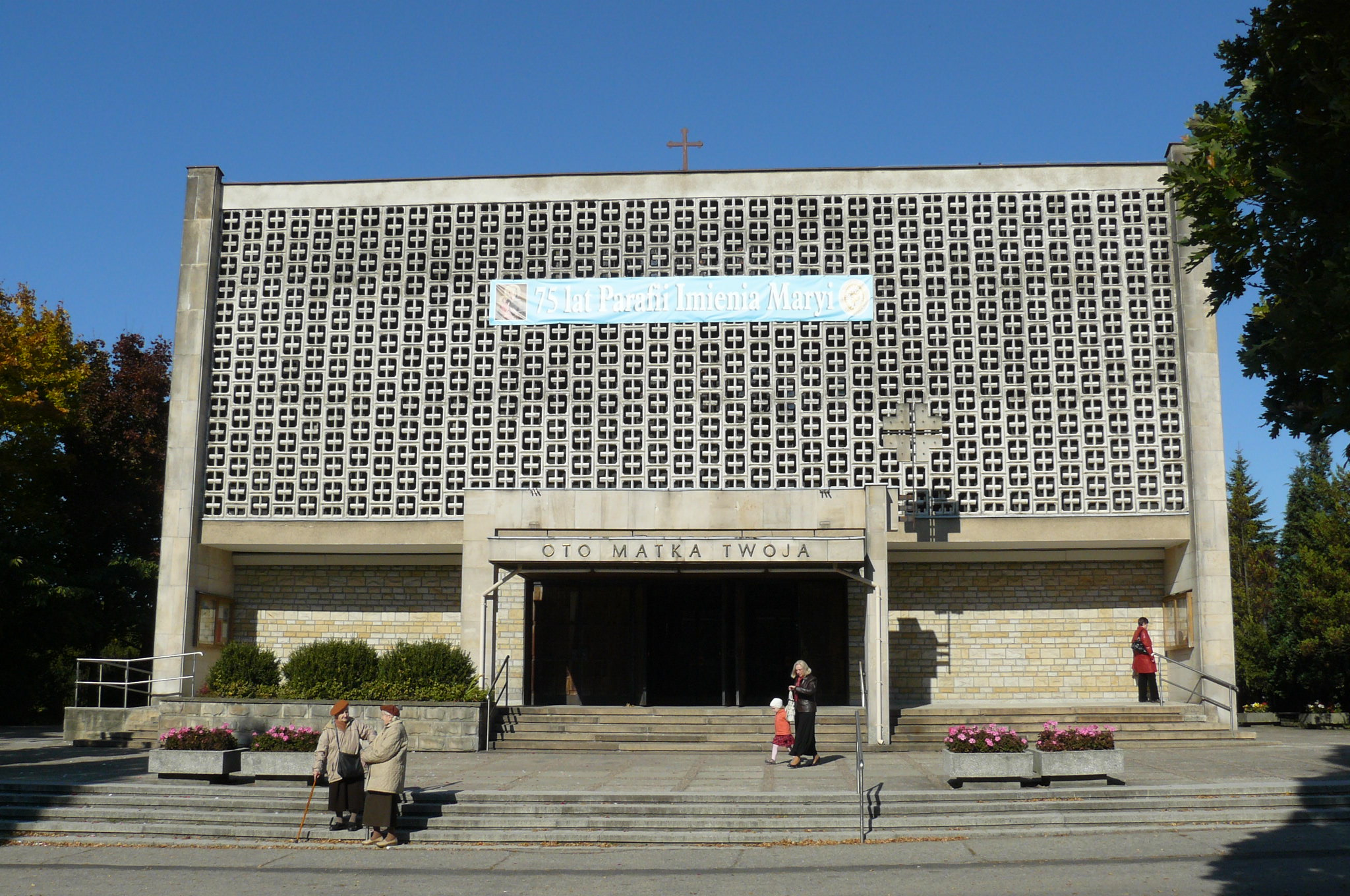
Kościół Imienia Maryi